# Palača Barberini
Palača Barberini (italijansko Palazzo Barberini) je palača iz 17. stoletja v Rimu, obrnjena proti trgu Piazza Barberini v okrožju (rione) Trevi. Danes je v njej Galleria Nazionale d'Arte Antica, glavna nacionalna zbirka starejših slik v Rimu.

## Zgodovina
Pobočje je prej zasedel vrtni vinograd družine Sforza, v katerem je bil leta 1549 zgrajen palazzetto. Nagnjeno območje je v 16. stoletju prehajalo od enega kardinala do drugega, pri čemer ni bil v celoti zastal projekt.
Ko je kardinal Alessandro Sforza naletel na finančne težave, je še vedno polmestno lokacijo leta 1625 kupil Maffeo Barberini iz rodbine Barberini, ki je postal papež Urban VIII.
Trije veliki arhitekti so delali pri ustvarjanju palače, vsak je prispeval svoj slog in značaj stavbi. Carlo Maderno, ki je takrat delal na podaljšku ladje sv. Petra, je dobil naročilo, da vilo Sforza zapre v obsežen renesančni blok po vzoru palače Farnese; vendar se je oblikovanje hitro razvilo v precedensko kombinacijo mestnega sedeža knežje moči v kombinaciji z vrtno fronto, ki je imela naravo primestne vile s pol zaprtim vrtom.
Maderno je začel delati leta 1627, pomagal pa mu je nečak Francesco Borromini. Ko je Maderno leta 1629 umrl, so Borrominija odslovili, naročilo pa je dobil Bernini, mladi čudež, takrat bolj znan kot kipar. Borromini je ostal ne glede na to, arhitekta pa sta na kratko sodelovala pri tem projektu in v Palazzo Spada. Dela je zaključil Bernini leta 1633.
Po vojnah v Castru in smrti Urbana VIII. je palačo zaplenil Pamphilij papež Inocenc X. in jo vrnil Barberinijem šele leta 1653.

## Arhitektura
Palača je postavljena okoli predprostora, osredotočenega na Berninijevo veliko dvonadstropno dvorano, podprto z ovalnim salonom, s podaljšanim krilom, ki dominira na trgu, ki leži na nižji ravni. Zadaj je dolgo krilo ščitilo vrt pred trgom spodaj, nad katerim se je dvignil iz rustikasto kletjo, ki je bila rahlo pretrgana kot vojaški bastijon. Glavni blok predstavlja tri stopnje velikih ločnih oken, kot so zastekljene arkade, formula, ki je bila bolj beneška kot rimska. V zgornjem nadstropju so Borrominijeva okna postavljena v lažni perspektivi, ki nakazuje dodatno globino, značilnost, ki je bila kopirana v 20. stoletje. Ob hodniku vodijo dve stopnišči do piano nobile, veliko kvadratno Berninijevo stopnišče na levi strani in manjše ovalno Borrominijevo stopnišče na desni.
Borrominijeva okna z lažno perspektivo razkrivajo tudi druge vplivne vidike palače Barberini, ki so se ponavljale po vsej Evropi, in sicer enota osrednje dvonadstropne dvorane, podprte z ovalnim salonom in simetrična krila, ki so se iz glavnega bloka razširila naprej in ustvarila cour d'honneur (ali častno dvorišče).
Vrt je znan kot giardino segreto (skrivni vrt), ker se skriva od zunanjega pogleda. V njem je spomenik  Bertela Thorwaldsena, ki je imel atelje v bližnjem Teatru delle Quattro Fontane v letih 1822–1834.

## Freske
Strop salona krasi mojstrovina Pietra da Cortone, baročna freska Alegorija Božje previdnosti in Barberinijeve moči. Ta obsežna panegirična alegorija je postala zelo vplivna pri vodenju dekoracije palačnih in cerkvenih stropov; njegov vpliv je viden v drugih panoramskih prizorih, kot so freskirani stropi v Sant'Ignaziju (avtor Andrea Pozzo); ali tiste v vili Pisani v Stra, prestolni sobi kraljeve palače v Madridu in Ca 'Rezzonico v Benetkah (avtor Tiepolo). Tudi v palači je mojstrovina Andrea Sacchija, sodobnega kritika sloga Cortone, Božanska modrost.
Prostori piano nobile imajo freske na stropu drugih umetnikov iz 17. stoletja, kot sta Giuseppe Passeri in Andrea Camassei, ter v muzejski zbirki dragocene samostojne freske Polidora da Caravaggia in njegovega ljubimca Maturina da Firenze.

## Sodobnost in znamenitosti
Danes je v palača Barberini dom Galleria Nazionale d'Arte Antica, ene najpomembnejših slikarskih zbirk v Italiji. Vključuje Rafaelov portret La Fornarina, Caravaggiovo Judita ubija Holofern in Hansa Holbeina mlajšega Portret Henrika VIII.
V palači je tudi italijanski inštitut za numizmatiko.
Evropska konvencija o človekovih pravicah (EKČP), ki je ustanovila Evropsko sodišče za človekove pravice, ki je bila podpisana 4. novembra 1950, kar je mejnik pri zaščiti človekovih pravic.
Med gradbenimi deli vile Savorgnan di Brazzà leta 1936, skrito v kleteh zadnjega dela stavbe, so našli mitrej, ki verjetno izvira iz 2. stoletja našega štetja.